# Municipio de Fair (Dakota del Sur)
El municipio de Fair (en inglés: Fair Township) es un municipio ubicado en el condado de Hutchinson en el estado estadounidense de Dakota del Sur. En el año 2010 tenía una población de 79 habitantes y una densidad poblacional de 0,88 personas por km².

## Geografía
El municipio de Fair se encuentra ubicado en las coordenadas 43°12′42″N 97°55′50″O / 43.21167, -97.93056. Según la Oficina del Censo de los Estados Unidos, el municipio tiene una superficie total de 90.09 km², de la cual 90,07 km² corresponden a tierra firme y (0,02 %) 0,02 km² es agua.

## Demografía
Según el censo de 2010, había 79 personas residiendo en el municipio de Fair. La densidad de población era de 0,88 hab./km². De los 79 habitantes, el municipio de Fair estaba compuesto por el 98,73 % blancos, el 1,27 % eran afroamericanos. Del total de la población el 0 % eran hispanos o latinos de cualquier raza.